# Calcium- und Phosphathaushalt
Als Calcium- und Phosphathaushalt werden die Regelkreise zusammengefasst, die die Konzentrationen frei gelöster Calcium- und Phosphationen in den unterschiedlichen Kompartimenten des menschlichen Körpers konstant halten.

## Verteilung im Körper
Knochengewebe erhält seine Festigkeit durch große Mengen eingelagerter Calcium-Phosphat-Kristalle (Hydroxylapatit). Neben ihrer Rolle im Stütz- und Bewegungsapparat stellen Knochen deshalb auch den größten Speicher von Calcium und Phosphat im menschlichen Körper dar. Ein durchschnittlicher Erwachsener enthält insgesamt etwa 1 kg Calcium, mehr als 99 % davon im Knochen. Im Rahmen des Knochenumbaus werden täglich etwa 20 g Calcium zwischen Knochen und extrazellulärer Flüssigkeit ausgetauscht. Die extrazelluläre Flüssigkeit enthält etwa 900 mg, von denen sich etwa 360 mg im Blutplasma befinden. Der Phosphor im Gesamtphosphat des Körpers hat eine Masse von etwa 0,7 kg; 86 % des Phosphats sind im Knochen verbaut, 13 % liegen intrazellulär (vorwiegend organisch gebunden), 1 % ist extrazellulär gelöst.
Die Konzentration des freien Calciums in der extrazellulären Flüssigkeit beträgt etwa 1,2 mmol/l; intrazellulär liegt sie mit etwa 0,1 µmol/l um den Faktor 10 000 niedriger. Die Gesamtcalciumkonzentration im Blut beträgt etwa 2,5 mmol/l, wovon 50 % frei vorliegt, während 40 % an Proteine (Albumin, Globuline) und 10 % an Phosphat, Citrat, Sulfat oder Hydrogencarbonat gebunden ist. Der Serumwert des Calciums bewegt sich in engen Grenzen bei einem normalen Gesamtcalcium von 2,2–2,6 mmol/L (9–10,5 mg/dl) und einem normalen ionisierten Calcium von 1,1–1,4 mmol/L (4,5–5,6 mg/dl). Das Gesamtcalcium ist einfacher zu messen, bei der Interpretation müssen aber ein Albuminmangel (bindet normalerweise Calcium) und der pH-Wert (H⁺ „verdrängt“ Calcium aus der Bindung) berücksichtigt werden, da das freie Calcium der eigentlich relevante Wert ist.

## Funktion

### Membranpotential
Calcium und Phosphat sind nicht nur Bestandteile der Knochenmatrix, sondern auch wichtige Elektrolyte zur Aufrechterhaltung von Zellmembranfunktionen. Calcium ist extrazellulär erheblich höher konzentriert als intrazellulär, was Voraussetzung für den schnellen Calciumeinstrom und die deutliche Konzentrationserhöhung bei Öffnung von Calciumkanälen ist. Aus dem Verhältnis der Konzentrationen ergibt sich ein stark positives Nernstpotential von etwa 120 mV; eine besondere Bedeutung für das Membranpotential kommt Calcium im Herzmuskel zu. Calcium interagiert daneben mit Kanälen für andere Ionen, wodurch deren Durchlässigkeit moduliert wird; eine zu niedrige Calcium-Konzentration kann so zu Muskelkrämpfen führen.

### Signalstoff
Calcium ist neben cAMP der verbreitetste second Messenger, d. h. Calcium leitet Informationen von der Zellmembran in die Zelle weiter. Auslöser für die Öffnung von Calciumkanälen können Spannungsänderungen über der Zellmembran oder Liganden wie IP3 sein. Calciumkanäle sitzen nicht nur in der Plasmamembran, sondern auch in der Membran zum Endoplasmatischen Retikulum, wo ganz ähnliche Konzentrationsverhältnisse wie extrazellulär herrschen. Die Erhöhung der intrazellulären Calciumkonzentration löst je nach Zelltyp sehr unterschiedliche Effekte aus (z. B. Kontraktion in allen Arten von Muskulatur oder Exozytose von Neurotransmittern oder Hormonen).

### pH-Puffer
Die Konzentration frei gelöster Phosphat-Ionen beträgt intrazellulär wie extrazellulär etwa 1 mmol/l. Intrazellulär existiert allerdings zusätzlich ein großer Bestand an organisch gebundenem Phosphat, etwa in Form von Nukleinsäuren, Nukleotiden (darunter ATP), Phospholipiden oder phosphorylierten Proteinen. Phosphat (egal ob frei oder gebunden) ist im pH-Bereich um 7,2 (pKS-Wert für den Übergang Dihydrogenphosphat/Hydrogenphosphat) ein guter Puffer. Intrazellulär ist Phosphat der bedeutendste Puffer, während ihm extrazellulär entsprechend seiner relativ niedrigen Konzentration eine untergeordnete Rolle zukommt. Eine Bedeutung als Puffer hat Phosphat daneben im Urin.

## Regulation
Die Löslichkeit von Calciumphosphatsalzen ist (insbesondere bei hohen pH-Werten) sehr gering, was Voraussetzung für die Mineralisierung des Knochens ist, aber auch zu Krankheiten wie Harnsteinen oder „echter“ Gefäßverkalkung führen kann, wenn das Löslichkeitsprodukt überschritten wird oder nicht ausreichend kristallisationshemmende Proteine exprimiert werden. Die Homöostasen (Konstanthaltung der Konzentrationen) von Calcium und Phosphat sind deshalb eng miteinander verknüpft.
Die für die Calcium- und Phosphathomöostase bedeutsamsten Hormone sind Parathormon (PTH), Calcitriol (aktiviertes Vitamin D) und fibroblast growth factor 23 (FGF23); sie fördern oder hemmen sich gegenseitig in ihrer Freisetzung und wirken an den Effektororganen teils synergistisch, teils antagonistisch. Reguliert wird die Aufnahme von Calcium und Phosphat im Darm, die Ausscheidung in der Niere und der Aufbau/Abbau von Knochenmatrix, bei dem Calcium und Phosphat stets gemeinsam gebunden/freigesetzt werden.

### Hormone
| PTH | Calcitriol | FGF23 |
| --- | --- | --- |
| PTH ist ein in der Nebenschilddrüse produziertes Peptidhormon. Durch Verstärkung des Knochenabbaus kann es eine zu geringe Calciumkonzentration schnell ausgleichen. | Calcitriol (1α,25(OH)2 Vitamin D3) ist ein in der Niere produziertes Steroidhormon. Es vermittelt die längerfristige Anpassung an ein geringes Calciumangebot und fördert (vorwiegend durch Bereitstellung von Calcium) den Knochenaufbau. | FGF23 ist ein in den Osteozyten produziertes Proteohormon. Seine primäre Aufgabe ist die Steigerung der renalen Phosphatausscheidung. |
| Stimuli | | |
| - niedriges Calcium (Rezeption über den calciumsensitiven Rezeptor) - hohes Phosphat                                                                                 | - niedriges Calcium - niedriges Phosphat | - hohes Phosphat - hohes Calcium |
| Interaktion | | |
| - stimuliert die Calcitriolbildung durch Steigerung der Transkription der 1α-Hydroxylase                                                                             | - hemmt die Transkription des PTH-Gens. - fördert die Freisetzung von FGF23 - negative Rückkopplung durch Hemmung der Transkription der 1α-Hydroxylase.                                                                                    | - hemmt die Bildung und Freisetzung von PTH. - hemmt die Calcitriolbildung durch Hemmung der Transkription der 1α-Hydroxylase.        |

Unter bestimmten Umständen sind zudem Calcitonin und PTH-related protein (PTHrP) von Bedeutung.

### Wirkungen

#### Knochen
Die Calciumbilanz der Knochen ist bei Erwachsenen mit normalem Calciumhaushalt fast ausgeglichen, der Abfluss überwiegt mit 20 mg täglich geringfügig.
Die Steigerung des Knochenabbaus durch Osteoklasten, der im Rahmen des Knochenumbaus ohnehin ständig stattfindet, ist ein schneller Mechanismus zur Steigerung der Calciumkonzentration und wird vorwiegend durch PTH induziert. Noch bedeutsamer für die akute Bereitstellung von Calcium ist womöglich die Osteozytenosteolyse, bei der Osteozyten die Knochenmatrix abbauen, die ihre Zellkörper und -fortsätze umgibt. Bei ausreichender Calciumversorgung entsteht durch den Knochenabbau langfristig kein Verlust von Knochensubstanz, da zu anderen Zeitpunkten der Knochenaufbau überwiegt.

#### Nieren
Die Nieren scheiden täglich 800 Milligramm Calcium im Primärharn aus und resorbieren 790 mg zurück, woraus sich ein Nettoverlust von 10 mg ergibt. Bei einem Überschuss von Calcium im Blut wird dieser hauptsächlich über die Nieren ausgeschieden. Ein erhöhter Calciumspiegel mindert auch ohne Beteiligung von Hormonen die Rückresorption, indem er die Durchlässigkeit der Schlussleisten vermindert, wodurch vermehrt Calcium und Wasser ausgeschieden werden. Die gesteigerte Diurese bei Hypercalcämie kann ebenso wie die verminderte Citratrückresorption (und damit gesteigerte Calciumkomplexierung im Harn) bei Alkalose als körpereigener Schutzmechanismus gegen Harnsteine verstanden werden.
PTH senkt die Calciumausscheidung (durch erhöhte Rückresorption), während es die Phosphatausscheidung steigert. Calcitriol trägt zur Calciumretention bei, indem es die Biosynthese von Proteinen steigert, die für die Rückresorption wichtig sind; es senkt die Calciumausscheidung deshalb vor allem dann, wenn zugleich die Rückresorption durch PTH gesteigert ist; die Phosphatausscheidung wird ebenfalls gehemmt. FGF23 forciert die Phosphatausscheidung. Die Rückhaltefunktion der Nieren kann durch erhöhten Salzkonsum gestört werden, da sich mit der Natriumausscheidung auch die Calciumausscheidung erhöht. Schleifendiuretika hemmen, Thiaziddiuretika fördern die Rückresorption von Calcium.

#### Darm
Etwa 800 Milligramm Calcium gelangen täglich mit der Nahrung in den Darm. Außerdem fängt der Darm etwa 130 mg Calcium im Dünndarm auf, das aus der extrazellulären Flüssigkeit stammt. Im Schnitt werden 270 mg wieder aufgenommen und 660 mg ausgeschieden. Um bei hohen Calciumkonzentrationen im Magendarmtrakt das Ausfallen von Calciumphosphat zu verhindern, wird durch direkte Wirkung des Calciums an Membranrezeptoren die H⁺-Sekretion im Magen verstärkt und die HCO₃⁻-Sekretion in der Bauchspeicheldrüse gehemmt, wobei die bessere Löslichkeit bei niedrigem pH ausgenutzt wird.
Die Calciumaufnahme im Darm findet teilweise mittels Diffusion und teils als aktiver Transport durch die Schleimhaut des Dünndarms statt. Der aktive Transport wird durch Calcitriol stimuliert, die beteiligten Transportproteine sind unbekannt. Er findet bei normaler und erniedrigter Calciumzufuhr statt, während passive parazelluläre Diffusion bei hoher Calciumzufuhr unabhängig von Calcitriol im Jejunum und im restlichen Dünndarm geschieht. Calcitriol steigert zudem die Phosphataufnahme.

## Interaktion von Calcium mit anderen Stoffen
Bevor Calcium im Darm aufgenommen werden kann, ist es dort anderen Stoffen ausgesetzt, die in der Nahrung enthalten sein können und die meist die Calciumaufnahme im Darm verringern oder verhindern.
- Phytat in Vollkorn, Soja oder Mais bindet an Calcium und verhindert dessen Aufnahme. Dies ist die Hauptursache für unzureichende Calciumzufuhr in Entwicklungsländern.[6]
- Oxalat in oxalsäurehaltigen Nahrungsmitteln (Spinat, Rhabarber) bindet Calcium und verhindert dessen Aufnahme.[7] Andersherum bedeutet dies, dass viel freies Calcium im Darm die Aufnahme von Oxalat verhindert und damit vor Oxalatsteinen, den häufigsten Harnsteinen, schützt.
- Unveresterte langkettige gesättigte Fettsäuren (wie Palmitinsäure) bilden mit Calcium im Darmlumen unlösliche Calciumseifen,[8] was den Calciummangel beim Kurzdarmsyndrom erklärt.

Resorptionsfördernd hingegen wirken folgende Substanzen:
- Vitamin D bewirkt durch Bildung eines Proteincarriers den aktiven Calciumtransport durch die Darmwand. Vitamin D kann die Calciumresorption am stärksten beeinflussen.
- Lactose beeinflusst positiv die Darmflora, daher erfolgt eine hohe Ausnutzung des Milchcalciums.
- Aminosäuren bzw. Proteine sowie Zitronensäure bilden mit Calcium leicht lösliche Komplexsalze, die leicht resorbierbar sind.

Daraus folgt, dass sich die zugeführte Menge und die zur Aufnahme tatsächlich bereitstehende Menge an Calcium stark unterscheiden können, wenn gleichzeitig oben genannte Nahrungsmittel gegessen werden.
Es ist bekannt, dass das Osteoporose-Risiko in Industrie- und Schwellenländern deutlich höher liegt, als in Entwicklungsländern. Da in diesen Ländern meist auch Milchprodukte in größerem Umfang konsumiert werden, bestand der Verdacht, dass bestimmte Inhaltsstoffe der Milch trotz des hohen Calciumgehalts zu einer negativen Calcium-Bilanz führen könnten. Dies konnte jedoch bislang nicht bestätigt werden. Eine hohe Protein-Aufnahme führt zwar zu einer vermehrten Ausscheidung von Calcium mit dem Urin, dies sollte aber durch den Calcium-Gehalt der Milchprodukte mehr als ausgeglichen werden.
Viele pflanzliche Lebensmittel haben einen höheren Calciumgehalt als Milchprodukte. Personen, welche viel Obst und Gemüse zu sich nehmen, weisen eine höhere Knochenmineralisationsdichte auf, als der Bevölkerungsdurchschnitt.
Taurin reguliert den Einstrom und die Membranbindung von Calcium, beeinflusst somit die mitochondriale Calciumhomöostase.

## Altersbedingte Veränderungen und Substitution
Das Calciumstoffwechsel-System erfährt im Alter starke Veränderungen, einerseits durch Veränderung der Aufnahmemenge, andererseits durch altersbedingte Veränderungen einzelner Komponenten des Systems. Generell sinkt mit dem Alter die Nahrungszufuhr und damit auch die zugeführte Calciummenge auf durchschnittlich etwa die Hälfte des postpubertären Werts. Eine verringerte Bewegung, begleitet von verringerter Muskelmasse, erhöht den Knochenabbau. Die Masse der Darmschleimhaut nimmt mit der Nahrungsmenge ab. Die Calciumaufnahme im Darm sinkt, auch weil der Estrogenspiegel sinkt, der die Vitamin-D-Synthese in der Niere beeinflusst. Diese Faktoren reduzieren die Calciumaufnahme bei Frauen auf etwa die Hälfte. Darüber hinaus erhöht sich die Ausscheidung durch die Niere bei Frauen mit der Menopause.
Der Vitamin-D-Spiegel im Blut fällt durchschnittlich von 100 nmol/l auf unter 40 nmol/l, auch bedingt durch eine geringere Bildung in der Haut bei Sonnenbestrahlung.
Ohne verringerten Milchkonsum können insbesondere Frauen nach der Menopause um bis zu 70 % höhere Parathormon-Werte im Blut aufweisen. Eine Calciumsupplementation bei Osteoporose muss gegen ein erhöhtes Risiko, einen Herzinfarkt zu erleiden, abgewogen werden. Das Herzinfarktrisiko wurde in dieser Studie mit nur wenigen Probanden festgestellt, und wird widerlegt oder zumindest sehr kritisch diskutiert. Die Empfehlungen zur gleichzeitigen Supplementierung von Vitamin-D3 (täglich zirka 7000–10000 I.E.), wie sie die deutschen Leitlinien vorschreiben, wurden nicht eingehalten. Gleichzeitig wurde die Bedeutung von Magnesium als Calciumantagonist und Co-Faktor (Mg2+) von Vitamin D in diesem Zusammenhang nicht berücksichtigt.

## Störungen

### Benannt nach Serumkonzentration
Eine erhöhte/erniedrigte Konzentration im Serum (und damit in der extrazellulären Flüssigkeit) ist nicht mit einem erhöhten/erniedrigten Bestand im Körper gleichzusetzen.
- Calcium: Hypercalcämie/Hypocalcämie
- Phosphat: Hyperphosphatämie/Hypophosphatämie

### Benannt nach Hormonen
- Parathormon: Hyperparathyreoidismus/Hypoparathyreoidismus (primär durch Erkrankungen oder Operationen der Nebenschilddrüse oder sekundär z. B. bei Niereninsuffizienz)
- Calcitriol: Hypervitaminose D/Rachitis, Osteomalazie (Überschuss/Mangel der Vorstufe Vitamin D)
- PTHrP: Tumorhyperkalzämie durch hormonproduzierende Tumoren

## Calciumhomöostase der Zellkompartimente
Erhöhte intrazelluläre Calciumkonzentration hat Signalwirkung und kann bei längerem Bestehen zur Apoptose führen, was für einen Teil der Schäden beim Schlaganfall verantwortlich ist. Zur Beendigung des Signals muss das Calcium gegen den elektrochemischen Gradienten zurücktransportiert werden, dafür stehen (primär aktive) ATPasen und (sekundär aktive) Transportproteine zur Verfügung. Die homöostatischen Mechanismen finden gleichzeitig im Zytosol und allen anderen von Membranen umschlossenen Zellkompartimenten statt, wobei sich aufgrund der unterschiedlichen Entstehung der Kompartimente die jeweilig beteiligten Proteine unterscheiden. Aus demselben Grund ähneln sich die entsprechenden Proteine bei Mitochondrien und Bakterien.

### Transport über die Plasmamembran
- spannungsgesteuerte Calciumkanäle, z. B. spannungsabhängiger L-Typ-Calciumkanal (Dihydropyridin-Rezeptor)
- unspezifische Kationenkanäle
- CRAC-Kanäle (von englisch calcium release-activated Ca2+ channel) unter Mitwirkung von Orai 1, 2 und 3 (auch als CRACM 1, 2 und 3 bezeichnet)
- Calcium-ATPase (Ausstrom, primär aktiv)
- Natrium-Calcium-Austauscher (Ausstrom von 1 Ca2+ im Antiport mit 3 Na+, sekundär aktiv, angetrieben durch Natrium-Kalium-ATPase)

### Transport über die ER-Membran
- IP3-Rezeptor (Calciumkanal, durch Inositoltrisphosphat geöffnet)
- Ryanodin-Rezeptor (Calciumkanal, in Skelettmuskulatur durch mechanische Interaktion mit Dihydropyridin-Rezeptor geöffnet, in Herzmuskulatur durch Calciumbindung geöffnet (calciuminduzierte Calciumfreisetzung))
- sarko-/endoplasmatische Calcium-ATPase (SERCA, Ausstrom, primär aktiv)

### Transport über die innere Mitochondrienmembran
- energieunabhängige Uniporter
- Taurin als Modulator der mitochondrialen Calciumhomöostase

### Erbkrankheiten
Beim Menschen sind Mutationen in etwa 120 Genen für seltene Erbkrankheiten verantwortlich, die den Calciumhaushalt oder die Signalübertragung mittels Calcium in bestimmten Kompartimenten betreffen. Das sind rund sieben Prozent aller Gene, von denen krankheitsauslösende Mutationen bekannt sind. Eine Auswahl im Folgenden:
| Protein                                | Gen (HGNC)  | UniProt       | Funktion    | Kompartiment     | Pathologie |
| -------------------------------------- | ----------- | ------------- | ----------- | ---------------- | --- |
| Spannungsabhängiger L-Typ-Calciumkanal | CACNA1A     | O00555        | Signal      | Zytosol (Gehirn) | periodische Lähmung, maligne Hyperthermie                                                                      |
| Troponin I                             | TNNI3       | P19429        | Signal      | Zytosol          | hypertrophische Kardiomyopathie, restriktive Kardiomyopathie, dilatative Kardiomyopathie                       |
| Ryanodin-Rezeptor 1                    | RYR1        | P21817        | Signal      | Sarcoplasma      | Central-Core-Myopathie, Multicore-Myopathie, maligne Hyperthermie                                              |
| Stäbchen-Phosphodiesterase             | PDE6A PDE6B | P16499 P35913 | Signal      | Zytosol (Auge)   | Retinitis pigmentosa                                                                                           |
| Mucolipin 1                            | MCOLN1      | Q9GZU1        | Signal      | Lysosomen        | Sialolipidose                                                                                                  |
| Kationenkanal TrpV4                    | TRPV4       | Q9HBA0        | Import      | Zytosol          | Brachyrachie, spondylometaphyseale Dysplasie, Minderwuchs, spinale Muskelatrophie, Morbus Charcot-Marie-Tooth, |
| SERCA1                                 | ATP2A1      | O14983        | Import      | Sarcoplasma/ER   | myotone Dystrophie Typ 1                                                                                       |
| Wolframin                              | WFS1        | O76024        | Import      | ER               | Wolfram-Syndrom, erbliche Taubheit                                                                             |
| ATPase 2C1                             | ATP2C1      | P98194        | Transport   | Golgi            | Morbus Hailey-Hailey                                                                                           |
| Calsequestrin 2                        | CASQ2       | O14958        | Einlagerung | Sarcoplasma      | katecholaminerge polymorphe ventrikuläre Tachykardie                                                           |